# Фредериксберг, Якуп
Я́куп Па́ули Фре́дериксберг (фар. Jákup Pauli Frederiksberg; род. 3 апреля 2004 года в Сальтенгароа, Фарерские острова) — фарерский футболист, игрок клуба «Скала».

## Карьера
Якуп является воспитанником клубной академии «Скалы». В 2022 году его начали привлекать к тренировкам и матчам основной команды, однако его дебют в её составе состоялся годом позже, когда скальчане выступали в Первом дивизионе: 4 марта игрок целиком сыграл встречу с «Б71». 11 апреля Якуп забил первый мяч в карьере, поразив ворота второй команды «Б36» спустя всего 3 минуты после выхода на замену. Всего в своём дебютном сезоне на взрослом уровне игрок принял участие в 22 матчах первой фарерской лиги и стал её победителем. В сезоне-2024 Якуп провёл первую игру в фарерской премьер-лиге, заменив Ари Эдлингсгора на 71-й минуте поединка со столичным «ХБ».

## Статистика выступлений
| Выступление      | Выступление      | Выступление      | Лига | Лига | Кубки | Кубки | Еврокубки | Еврокубки | Прочие | Прочие | Итого | Итого |
| Клуб             | Лига             | Сезон            | Игры | Голы | Игры  | Голы  | Игры      | Голы      | Игры   | Голы   | Игры  | Голы  |
| ---------------- | ---------------- | ---------------- | ---- | ---- | ----- | ----- | --------- | --------- | ------ | ------ | ----- | ----- |
| Скала            | Первый дивизион  | 2023             | 22   | 1    | 2     | 0     | 0         | 0         | 0      | 0      | 24    | 1     |
| Скала            | Премьер-лига     | 2024             | 3    | 0    | 1     | 0     | 0         | 0         | 0      | 0      | 4     | 0     |
| Скала            | Итого            | Итого            | 25   | 1    | 3     | 0     | 0         | 0         | 0      | 0      | 28    | 1     |
| Всего за карьеру | Всего за карьеру | Всего за карьеру | 25   | 1    | 3     | 0     | 0         | 0         | 0      | 0      | 28    | 1     |

## Достижения
«Скала»
- Победитель Первого дивизиона Фарерских островов (1): 2023

## Личная жизнь
Отец Якупа, Йоунхард — известный футболист, игравший за национальную сборную Фарерских островов. Мать Алис является менеджером по работе с частными клиентами в компании AFR. У Якупа есть две младшие сестры Бригит и Йоунхильд.